# Polyspatha hirsuta
Polyspatha hirsuta är en himmelsblomsväxtart som beskrevs av Gottfried Wilhelm Johannes Mildbraed. Polyspatha hirsuta ingår i släktet Polyspatha och familjen himmelsblomsväxter. Inga underarter finns listade.